# Radikal 104
Radikal 104 mit der Bedeutung „Krankheit“ ist eines von 23 der 214 traditionellen Radikale der chinesischen Schrift, die mit fünf Strichen geschrieben werden.
Mit 133 Zeichenverbindungen in Mathews’ Chinese-English Dictionary gibt es sehr viele Schriftzeichen, die unter diesem Radikal im Lexikon zu finden sind.
Das Radikal Krankheit nimmt nur in der Langzeichen-Liste traditioneller Radikale, die aus 214 Radikalen besteht, die 104. Position ein. In modernen Kurzzeichen-Wörterbüchern kann es sich an ganz anderer Stelle finden. Im Neuen chinesisch-deutschen Wörterbuch aus der Volksrepublik China steht es zum Beispiel an 127. Stelle.
Das Schriftzeichen entwickelte sich aus der stilisierten Darstellung eines Krankenbetts. Die Orakelform stellt einen gekrümmt auf einem Bett liegenden Menschen dar. Schon die Bronzeform ist jedoch soweit abstrahiert, dass dieses Bild nicht mehr zu erkennen ist.
Die von 疒 regierten Zeichen betreffen Krankheiten, zum Beispiel 疾 (ji = Krankheit),  疤 (ba = Narbe), 疮 (chuang = Hautgeschwür), 痛 (tong = Schmerz), 癌 (ai = Krebs) oder 疯 (feng = geisteskrank). In all diesen Zeichen ist  疒 Sinnträger und die anderen Komponenten reine Lautträger. 

## Schriftzeichenverbindungen, die vom Radikal 104 regiert werden
| Striche | Zeichen                                                                          |
| ------- | -------------------------------------------------------------------------------- |
| +0      | 疒                                                                               |
| +02     | 疓 疔 疕 疖 疗                                                                   |
| +03     | 疘 疙 疚 疛 疜 疝 疞 疟 疠                                                       |
| +04     | 疡 疢 疣 疤 疥 疦 疧 疨 疩 疪 疫 疬 疭 疮 疯                                     |
| +05     | 疰 疱 疲 疳 疴 疵 疶 疷 疸 疹 疺 疻 疼 疽 疾 疿 痀 痁 痂 痃 痄 病 痆 症 痈 痉    |
| +06     | 痊 痋 痌 痍 痎 痏 痐 痑 痒 痓 痔 痕 痖                                           |
| +07     | 痗 痘 痙 痚 痛 痜 痝 痞 痟 痠 痡 痢 痣 痤 痥 痦 痧 痨 痩 痪 痫                   |
| +08     | 痬 痭 痮 痯 痰 痱 痲 痳 痴 痵 痶 痷 痸 痹 痺 痻 痼 痽 痾 痿 瘀 瘁 瘂 瘃 瘄 瘅 瘆 |
| +09     | 瘇 瘈 瘉 瘊 瘋 瘌 瘍 瘎 瘏 瘐 瘑 瘒 瘓 瘔 瘕 瘖 瘗 瘘                            |
| +10     | 瘙 瘚 瘛 瘜 瘝 瘞 瘟 瘠 瘡 瘢 瘣 瘤 瘥 瘦 瘧 瘨 瘩 瘪 瘫                         |
| +11     | 瘬 瘭 瘮 瘯 瘰 瘱 瘲 瘳 瘴 瘵 瘶 瘷 瘸 瘹 瘺 瘻 瘼 瘽 瘾 瘿                      |
| +12     | 癀 癁 療 癃 癄 癅 癆 癇 癈 癉 癊 癋 癌 癍 癎                                     |
| +13     | 癏 癐 癑 癒 癓 癔 癕 癖 癗 癘 癙 癚 癛 癜 癝 癞                                  |
| +14     | 癟 癠 癡 癣                                                                      |
| +15     | 癢 癤 癥 癦                                                                      |
| +16     | 癧 癨 癩 癪 癫                                                                   |
| +17     | 癬 癭 癮                                                                         |
| +18     | 癯 癰                                                                            |
| +19     | 癱 癲                                                                            |
| +21     | 癳                                                                               |
| +23     | 癴                                                                               |
| +25     | 癵                                                                               |

 Im Unicodeblock Kangxi-Radikale ist das Radikal 104 unter der Codepointnummer 12.135 (U+2F67) codiert.